# NGC 4945
NGC 4945 (również PGC 45279) – galaktyka spiralna z poprzeczką (SBc), znajdująca się w gwiazdozbiorze Centaura w odległości 13 milionów lat świetlnych. Została odkryta 29 kwietnia 1826 przez Jamesa Dunlopa. Galaktyka ta należy do grupy galaktyk M83.

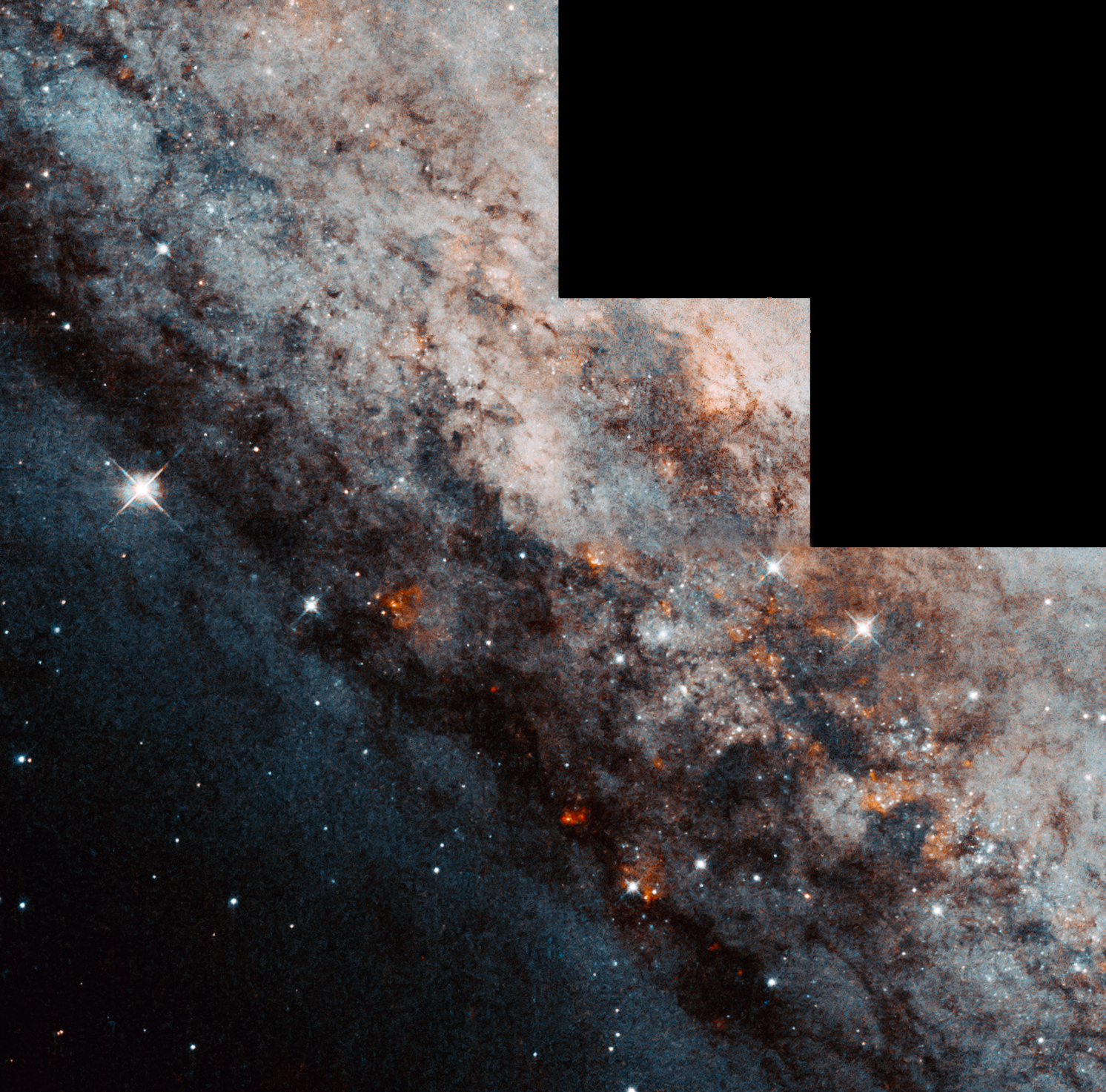
Zdjęcie z Kosmicznego Teleskopu Hubble’a

NGC 4945 jest ustawiona w przestrzeni krawędzią do ziemskiego obserwatora. Ze względu na kształt i rozmiary jest uważana za galaktykę podobną do Drogi Mlecznej, jest to jednak galaktyka Seyferta posiadająca aktywne jądro galaktyczne. Choć centralne obszary NGC 4945 są w większości ukryte przed teleskopami optycznymi to obserwacje prowadzone w podczerwieni oraz promieniowaniu rentgenowskim wykazują znaczną emisję wysokoenergetycznego promieniowania, wielokrotnie większą niż emituje jądro naszej Galaktyki. Te same obserwacje ukazują proces powstawania nowych gwiazd w jądrze NGC 4945.
Posiada ona wyróżniający dysk pyłowy, w obrębie którego znajdują się młode niebieskie gromady gwiazd, oraz różowe obszary formowania nowych gwiazd.
W NGC 4945 zaobserwowano do tej pory dwie supernowe – SN 2005af i SN 2011ja.